# Rhynchodontodes schwingenschussi
Rhynchodontodes schwingenschussi là một loài bướm đêm trong họ Erebidae.